# Maria Müller (zapaśniczka)
Maria Müller (ur. 4 października 1985) – niemiecka zapaśniczka walcząca w stylu wolnym. Brązowa medalistka mistrzostw świata w 2006, a także mistrzostw Europy w 2007. Szósta w Pucharze Świata w 2003 i siódma w 2007. Trzecia na ME juniorów w 2004 i 2005.
Pięciokrotna mistrzyni Niemiec w latach: 2008 i 2008 - 2011; druga w 2003, 2005, 2007, a trzecia w 2004 roku.